# Virudhunagar (distrikt)
Virudhunagar är ett distrikt i Indien.   Det ligger i delstaten Tamil Nadu, i den södra delen av landet, 2 100 km söder om huvudstaden New Delhi. Antalet invånare är 1 942 288.
Följande samhällen finns i Virudhunagar:
- Rajapalaiyam
- Aruppukkottai
- Srivilliputhur
- Sivakasi
- Virudhunagar
- Tiruttangal
- Watrap
- Rameswaram
- Sattur
- Pāmban
- Kariapatti
- Elāyirampannai